# 熊本市役所

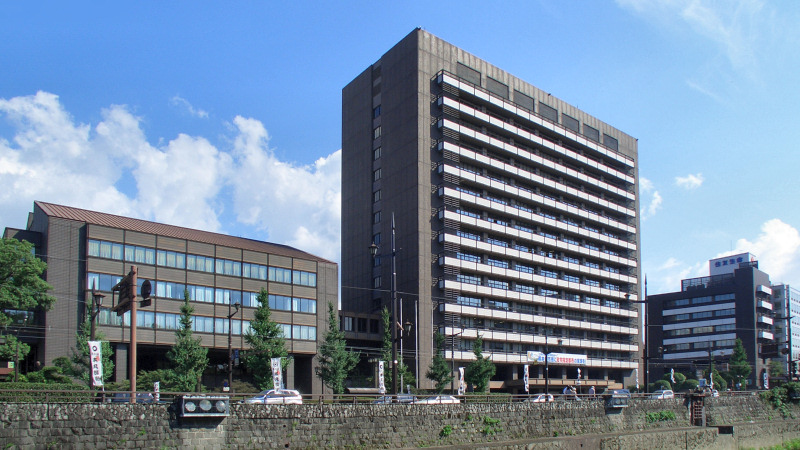
本庁舎全景 左から議会棟、行政棟、別館

熊本市役所（くまもとしやくしょ）は、地方公共団体である熊本市の執行機関としての事務を行う施設（役所）である。1991年の飽託四町合併からは総合支所方式を採っていたが、2012年4月1日の政令指定都市移行に伴い、市役所の一部に中央区役所の他、各地に区役所が設置されたため総合出張所方式となった。

## 本庁舎

### 沿革
- 1886年（明治19年）- 熊本区役所（初代）として建築（現在の白川公園の隣接地）
- 1889年（明治22年）4月1日 - 市制施行により熊本市発足
- 1889年（明治22年）6月1日 - 熊本市役所（初代）として開庁（新南千反畑）
- 1900年（明治33年）- 増築
- 1923年（大正12年）12月15日 - 熊本市役所（二代目）落成（手取本町に移転）
- 1981年（昭和56年）11月4日 - 熊本市役所（三代目）落成
- 1993年（平成5年）- 二代目庁舎の玄関を高橋公園に復元
- 2012年（平成24年）4月1日 - 熊本市、政令指定都市移行。これに伴い本庁舎の1階窓口は廃止され、中央区役所へ移管

### 庁舎概要
| 階  | 熊本市役所 |
| --- | --- |
| 14F | 大ホール |
| 13F | 人権推進総室、土木総務課、道路整備課、債権管理課、資産マネジメント課、土木管理課、自転車対策室、用地調整課、河川課、公園課                                       |
| 12F | 地域政策課、農業・ブランド戦略課、農業支援課、地域活動推進課、スポーツ振興課、生涯学習課、農地整備課、男女共同参画課                                             |
| 11F | 障がい保健福祉課、都市政策課、交通政策課、市街地整備課、開発景観課、建築指導課、建築審査室                                                                       |
| 10F | 健康福祉政策課、子ども支援課、保護管理援護課、高齢介護福祉課、地域包括ケア推進室、介護事業指導室、保育幼稚園課                                                   |
| 9F  | 建築政策課、建築物安全推進室、営繕課、建築保全室、設備課、住宅課、震災住宅支援課                                                                                 |
| 8F  | 経済政策課、文化振興課、観光政策課、新ホールマネジメント課、埋蔵文化財調査室、しごとづくり推進室、イベント推進課、商業金融課、産業振興課、企業立地推進室、広聴課 |
| 7F  | 環境政策課、廃棄物計画課、温暖化対策室、環境共生課、環境施設整備室、ごみ減量推進課、水保全課、事業ごみ対策室、震災廃棄物対策課、浄化対策課                       |
| 6F  | 指導監査課、改革プロジェクト推進課、総務課、コンプライアンス推進室、国際課、法制課、人事課、人材育成センター、労務厚生課、管財課                                 |
| 5F  | 秘書課 |
| 4F  | 復興総室、財政課、政策企画課、広報課 |
| 3F  | 中央区役所（保健子ども課）、情報政策課、危機管理防災総室 |
| 2F  | 中央区役所（税務課、保護課）、会計総室、税制課、課税管理課、納税課、特別滞納対策室                                                                               |
| 1F  | 中央区役所（区民課、パスポートセンター、まちづくり推進課、総務企画課、福祉課）、国民年金課、水道料金納入所、市政情報プラザ                                       |

#### まちづくりセンター
- 中央区まちづくりセンター（中央区役所2階）
  - 五福交流室（旧：五福公民館）
  - 大江交流室（旧：大江出張所）

### 周辺
熊本県道28号熊本高森線に面しており、周辺は熊本市の中心業務地区でオフィス街となっている。また繁華街にも隣接している。
主な業務施設
- 日本郵政グループ熊本ビル
- 十八親和銀行熊本支店
- 住友生命熊本支社
- 大樹生命熊本統括営業部
- 電通九州熊本支社

主な商業施設
- 下通
- 上通
- 鶴屋百貨店
- カリーノ下通（蔦屋書店熊本三年坂）
- COCOSA（ダイエー熊本下通店跡地）

主な文化観光施設
- 熊本城
- 小泉八雲熊本旧居
- 熊本市現代美術館

交通
- 熊本市電 熊本城・市役所前停留場

※JR熊本駅から徒歩約30分・JR上熊本駅からも徒歩約30分

### 建て替え計画
熊本市は、地震発生時に市役所本庁舎が震度6強以上の揺れで大きなダメージを受ける可能性があり、耐震補強あるいは建て替えが必要であるとし、検討を続けてきた。2019年11月15日に「新庁舎の整備案について」を発表し以下の案を提示した。
発表された案
- 整備案A-1・現地建て替え
- 整備案A-2・現地建て替え、議会棟耐震改修
- 整備案B・白川公園
- 整備案C・白川公園、花畑町別館跡地
- 整備案D・市営駐車場敷地、花畑町別館跡地

　なお、熊本市は経済性が最も優れているのは整備案Bであるとしており、市のイニシャルコスト(負担額)の見積もり額は272.5億円となっている。しかし、最寄の熊本市電の停留所から約350m離れているため、公共交通機関の利便性は現庁舎よりも低下するとしている。
2024年6月には市民説明会等での意見を基にした基本構想案が発表された。
この中では本庁舎建て替えの検討地について以下の案が示された。
- 現庁舎建て替え
- 城東エリア
- NTT桜町
- 白川公園

また、中央区役所の検討地として上記の4箇所に加え以下の二か所が挙げられた。
- 花畑町別館跡地
- みずほ銀行

2024年6月24日に庁舎整備に関する特別委員会が開かれ、市役所と中央区役所は分棟として、市役所はNTT桜町に中央区役所は花畑別館跡地又は市駐車場外敷地に建設する方向で検討されることが決定し、7月には中央区役所を花畑別館跡地に建設することが決定した。

## 市役所別館
本庁舎に隣接している。

### 庁舎概要
| 階 | 市役所別館                                                           |
| -- | -------------------------------------------------------------------- |
| 8F | 大会議室                                                             |
| 7F | 国民年金課分室、外部監査人室、統計情報室、データ戦略課統計班         |
| 6F | 放課後児童育成課、地域教育推進課、青少年センター、金峰山少年自然の家 |
| 5F | 生活安全課、熊本市消費者センター                                     |
| 4F | 自転車駐車場                                                         |
| 3F | 自転車駐車場                                                         |
| 2F | 自転車駐車場                                                         |
| 1F | 自転車駐車場                                                         |

## 花畑別館
本庁舎の斜向かいにある。2016年にDOCOMOMO JAPAN選定 日本におけるモダン・ムーブメントの建築に選定されたが、2016年4月の熊本地震で4階増築部分が被害を受けたため、2017年に解体された。

### 沿革
- 1935年（昭和10年）3月 - 着工
- 1936年（昭和11年）3月28日 - 熊本地方貯金支局として落成
- 1950年（昭和25年）- 改築、地上4階建になる
- 1975年（昭和50年）- 熊本市役所花畑別館となる

### 庁舎概要
2016年4月時点
| 階 | 選挙管理委員会等                                                         |
| -- | ------------------------------------------------------------------------ |
| 4F | 契約検査総室・技術管理課・情報政策課分室                                 |
| 3F | にぎわい推進室分室・熊本市歴史文書資料室・選挙管理委員会                 |
| 2F | 土木総務課・道路整備課・用地調整課・河川公園課・土木管理課・自転車対策室 |

## 古京町別館

### 沿革
日本陸軍輜重兵第六連隊施設、家庭裁判所庁舎などを経て現在に至る。2016年4月の熊本地震で建物被害を受けた。

### 庁舎概要
2016年4月時点
| 階 | 熊本城総合事務所等 |
| -- | ------------------ |
| 2F | 人材育成センター   |
| 1F | 熊本城総合事務所   |

### 周辺
熊本城内に位置する。
- 旧細川刑部邸
- 熊本城
- 熊本地方裁判所

## SPring熊本花畑町
2Fから8Fまでを借用している。

### 庁舎概要
| 階 | SPring熊本花畑町                               |
| -- | ---------------------------------------------- |
| 8F | 教職員課、人権教育指導室                       |
| 7F | 学校施設課                                     |
| 6F | 教育政策課、教育改革推進課                     |
| 5F | 学務支援課、指導課                             |
| 4F | 健康教育課、総合支援課、特別支援教育室         |
| 3F | 熊本城総合事務所、熊本城調査研究センター       |
| 2F | オンブズマン事務局、こども政策課、こども支援課 |

## 区役所

### 中央区役所
市役所本庁舎の項目を参照。

### 北区役所
| 階 | 北区役所 |
| -- | --- |
| 3F | 農業振興課、植木地域整備室、植木中央土地区画整理事務所、農業委員会事務局北区分室、土木管理課分室（地籍調査） |
| 2F | 総務企画課、まちづくり推進課、保護課                                                                         |
| 1F | 区民課、福祉課、税務課、保健子ども課、上下水道局植木営業所                                                   |

#### まちづくりセンター
- 清水まちづくりセンター（旧：清水総合出張所）
- 北部まちづくりセンター（旧：北部総合出張所）
- 龍田まちづくりセンター（旧：龍田総合出張所）
- 植木まちづくりセンター（旧：植木公民館）

### 東区役所
| 階 | 東区役所                                         |
| -- | ------------------------------------------------ |
| 3F | 保健子ども課                                     |
| 2F | 総務企画課、まちづくり推進課、保護課、農業振興課 |
| 1F | 区民課、福祉課、税務課                           |

#### まちづくりセンター
- 秋津まちづくりセンター（旧：秋津出張所）
- 東部まちづくりセンター（旧：東部出張所）
- 託麻まちづくりセンター（旧：託麻総合出張所）

### 西区役所
| 階 | 西区役所                                                     |
| -- | ------------------------------------------------------------ |
| 3F | 保健子ども課                                                 |
| 2F | 総務企画課、まちづくり推進課、保護課                         |
| 1F | 区民課、福祉課、税務課、農業振興課、農業委員会事務局西区分室 |

#### まちづくりセンター
- 花園まちづくりセンター（旧：花園総合出張所）
- 河内まちづくりセンター（旧：河内総合出張所）
  - 河内交流室（旧：河内公民館）
  - 芳野分室
- 西部まちづくりセンター（西区役所新館2階）

### 南区役所
| 階 | 南区役所                                                                           |
| -- | ---------------------------------------------------------------------------------- |
| 3F | 保健子ども課、保護課                                                               |
| 2F | 総務企画課、まちづくり推進課、農業振興課、農業委員会事務局南区分室、富合地域整備室 |
| 1F | 区民課、福祉課、税務課、上下水道局富合営業所                                       |

#### まちづくりセンター
- 飽田まちづくりセンター（旧：飽田総合出張所）
- 天明まちづくりセンター（旧：天明総合出張所）
- 幸田まちづくりセンター（旧：幸田総合出張所）
- 城南まちづくりセンター（旧：城南総合出張所）
  - 城南交流室（旧：城南公民館）
- 南部まちづくりセンター（旧：南部出張所）
- 富合まちづくりセンター（旧：富合公民館）

## 各庁舎以外の施設に所在する部署

### 議会事務局
- 本庁舎行政棟に隣接する議会棟内

### 政策局
- 東京事務所
  - 東京都千代田区平河町2-4-1 日本都市センター会館9階

### 経済観光局
- 熊本城調査研究センター
  - 熊本市中央区千葉城町3-36　旧国税局2階

### 病院局
- 熊本市民病院
- 植木病院

### 消防局
- 熊本市中央区大江3丁目1-3

### 交通局
- 熊本市中央区大江5丁目1-40

### 上下水道局

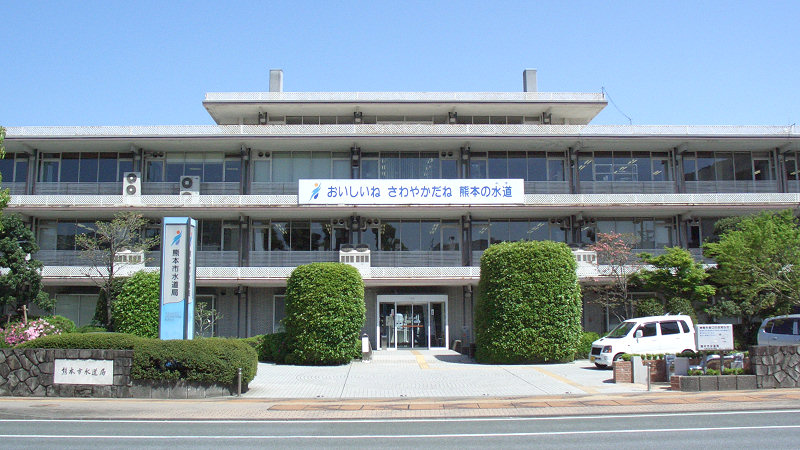
水道局舎（旧庁舎、2014年に新庁舎の立替が行われた）

- 熊本市中央区水前寺6丁目2-45

### 教育委員会
- 熊本市中央区花畑町9-6 マスミューチュアル生命ビル 2-8階
- 本庁舎別館に隣接

## 参考資料
- 「新熊本市史」新熊本市史編纂委員会（編）熊本市（発行）2003/3/28
- 「北部町史」北部町史編纂委員会（編）北部町（発行）1979/6/1
- 「広報あきた 縮刷版」飽田町企画課（編）飽田町（発行）1991/1/31
- 「広報かわち 縮刷版」河内町教育委員会・河内町史編纂室（編）河内町（発行）1991/1/1
- 熊本日日新聞データベース